# Цидо арена
Цидо арена (литв. Cido Arena) је највећи мултифункционална арена у Паневежису, Литванија. Обично је домаћин бициклиатичких догађаја, као и кошаркашких утакмица, али и концерата. Кошаркашки клуб Текасас, који се тренутно такмичи у домаћој лиги, користи овај објекат за све његове домаћинске утакмице. Арена је отворена 24. октобра 2008. и поседује 250 м дугу олимпијску бициклистичку стазу, једину у Балтичким државама.
Арена ће бити домаћин неким утакмицама на Европском првенству у кошарци које се 2011. године одржава у Литванији.